# Кубарев, Вячеслав Георгиевич
Вячесла́в Гео́ргиевич Ку́барев (12 июля 1931, Яранский район, Нижегородский край — 5 июля 1995) — советский и белорусский художник кино. Заслуженный деятель искусств Белорусской ССР (1981).

## Биография
Вячеслав Георгиевич Кубарев родился 12 июля 1931 года в деревне Кочево Яранского района, куда его отец был направлен председателем колхоза в числе двадцатипятитысячников. Позднее семья переехала в Горький, где В. Г. Кубарев окончил семь классов и поступил в Горьковское художественное училище. С третьего курса (1950) был призвал на флот. Служил пять лет на Балтийском флоте матросом. И здесь не оставлял занятий живописью. После службы вернулся в Горький и окончил училище.
В 1957 году поступил на художественный факультет ВГИКа, где учился здесь у таких мастеров живописи, как Ф. С. Богородский, Ю. И. Пименов, С. М. Каманин, Г. А. Мясников. В 1963 окончил ВГИК и по распределению приехал работать в Минск, на киностудию «Беларусьфильм». Работал художником-постановщиком. Фильм «Альпийская баллада» (1966) принёс Кубареву известность. Потом были ещё более тридцати художественных кинофильмов. Среди них — «Шаги по земле» (1968), «Годен к нестроевой» (1969), «Полонез Огинского» (1971), «Облака» (1973), «Время-Не-Ждёт» (1975), «Сын председателя» (1976), «Поговорим, брат» (1979), сериал «Государственная граница» (1980—1991), «Круглянский мост» (1989), «Пойти и не вернуться» (1992), «Чёрный аист» (1993). Кубарев работал с такими режиссёрами как В.Корш-Саблин, Л.Голуб, Б.Степанов, И.Добролюбов, В.Четвериков, В.Никифоров, В.Туров. Параллельно с работой в кино занимался станковой живописью. В 1964 году стал членом секции живописи Белорусского союза художников. Работы Вячеслава Кубарева хранятся в Национальном художественном музее Беларуси, Музее современного искусства в Минске и в Музее истории белорусского кино. Заслуженный деятель искусств БССР (1991). Умер 5 июля 1995 года.

## Семья
Отец — Георгий Николаевич Кубарев; мать — Мария Акимовна Кубарева.

## Фильмография

### Художник
- 1993 — Чёрный аист (Беларусь)
- 1992 — Пойти и не вернуться (Россия, Беларусь)
- 1992 — Вальс золотых тельцов
- 1991 — Опознание
- 1991 — Кешка и фрукты (короткометражный)
- 1991 — Дура
- 1991 — Брюнетка за тридцать копеек
- 1990 — Вечный муж
- 1989 — Круглянский мост
- 1982 — Личные счёты
- 1980—1988 — Государственная граница
- 1978 — Поговорим, брат…
- 1977 — Гарантирую жизнь
- 1976 — Сын председателя
- 1975 — Время-не-ждёт
- 1974 — Великое противостояние
- 1973 — Облака
- 1972 — Золотое крыльцо
- 1971 — Полонез Огинского
- 1970 — Счастливый человек
- 1968 — Шаги по земле
- 1968 — Годен к нестроевой
- 1965 — Альпийская баллада
- 1964 — Москва — Генуя

### Роли в кино
- 1989 — Круглянский мост (эпизод)
- 1985 — Большое приключение (стоматолог)
- 1965 — Альпийская баллада (эсэсовец)

### Композитор
- 1963 — Не плачь, Алёнка (короткометражный)

## Комментарии
1. ↑  Деревня Кочево[1] входила в состав Никулятского сельсовета (в 1935—1956 — Верхоижского сельсовета Салобелякского района) Яранского района (с 1936 — Кировской области); не сохранилась[2].